# Evangelisch Stiftisches Gymnasium Gütersloh

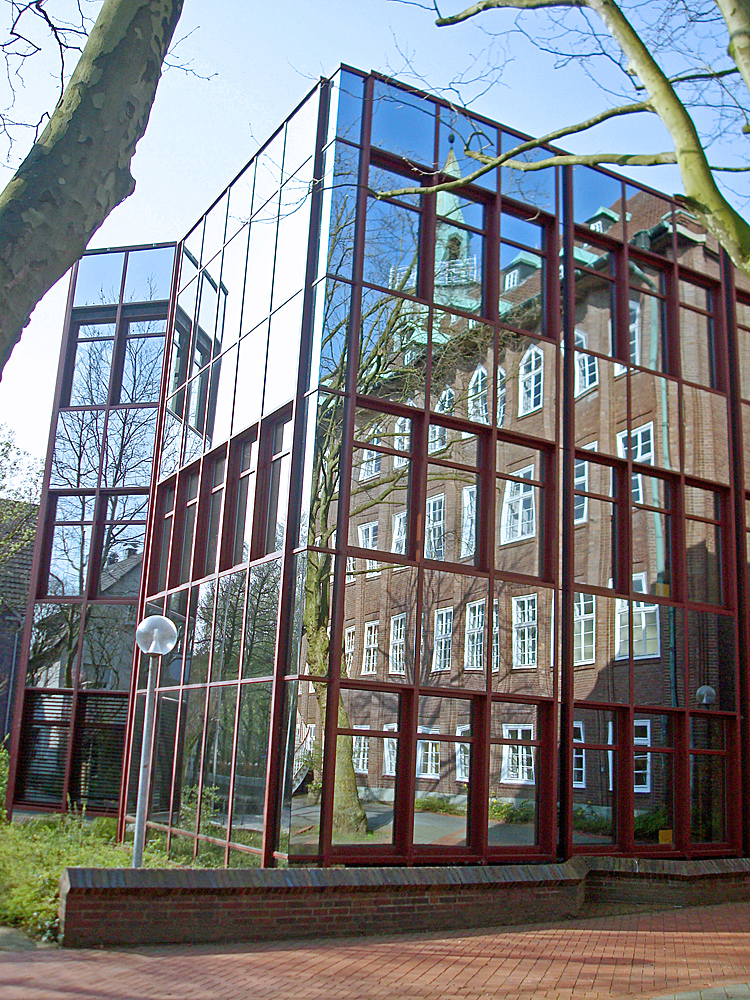
Mediothek von 1984, in der Spiegelung zu erkennen das Hauptgebäude von 1928

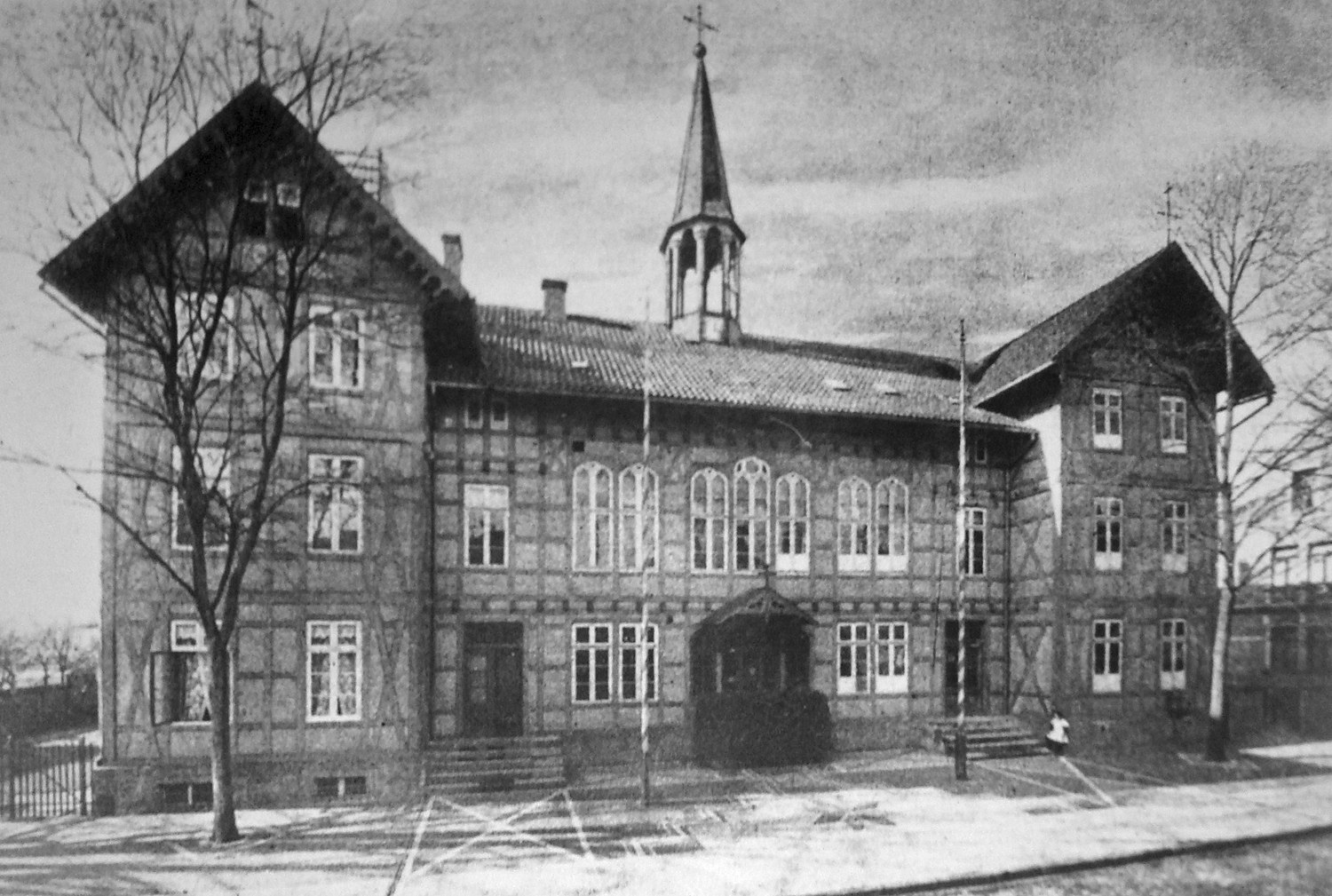
Ursprungsgebäude des ESG bis zum Neubau in den 1920er Jahren

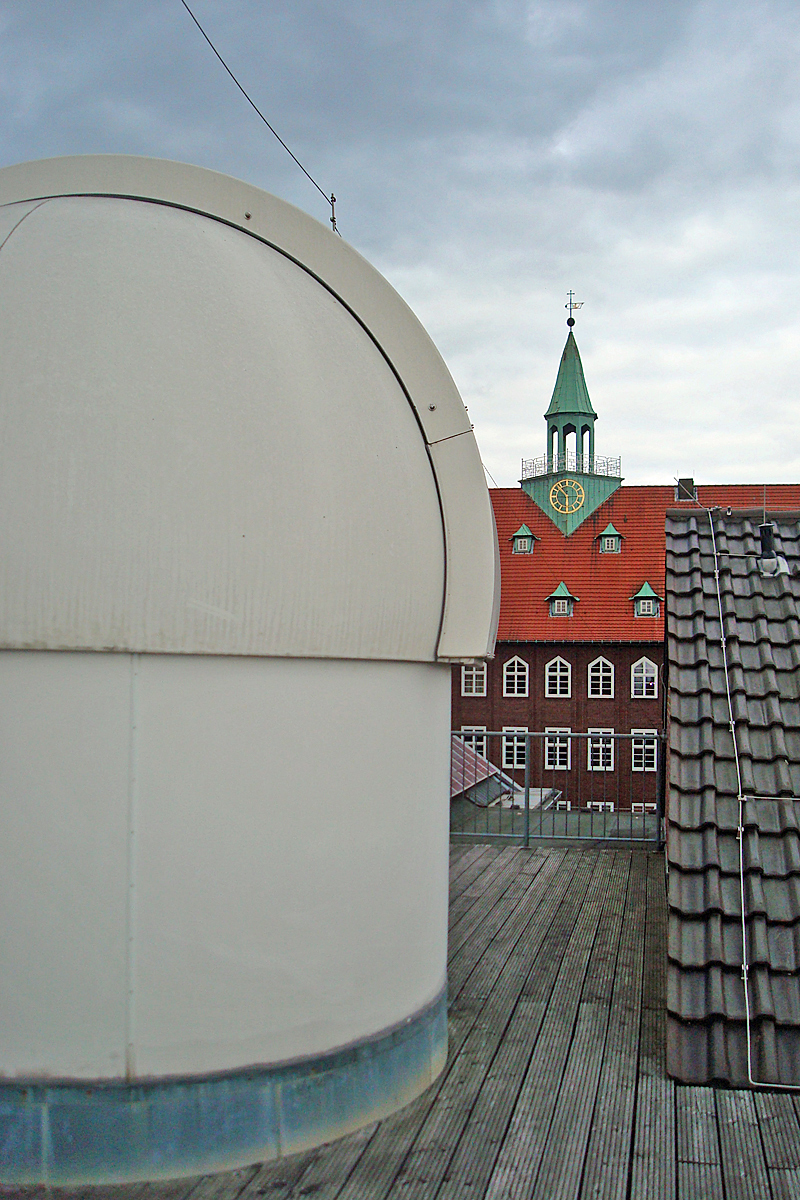
Blick von der schuleigenen Sternwarte auf das Hauptgebäude

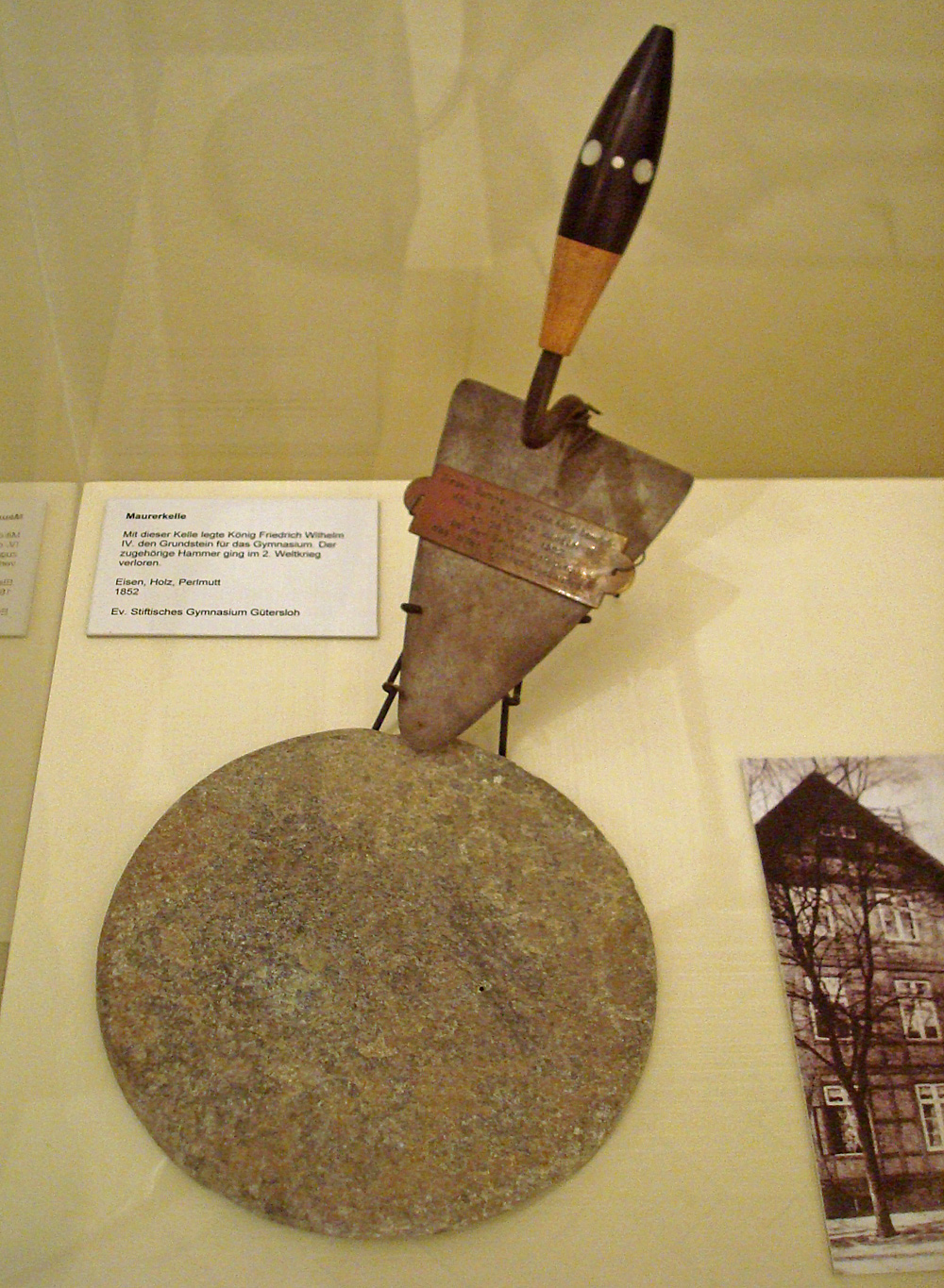
Maurerkelle, mit der König Friedrich Wilhelm IV. 1852 den Grundstein des ESG legte

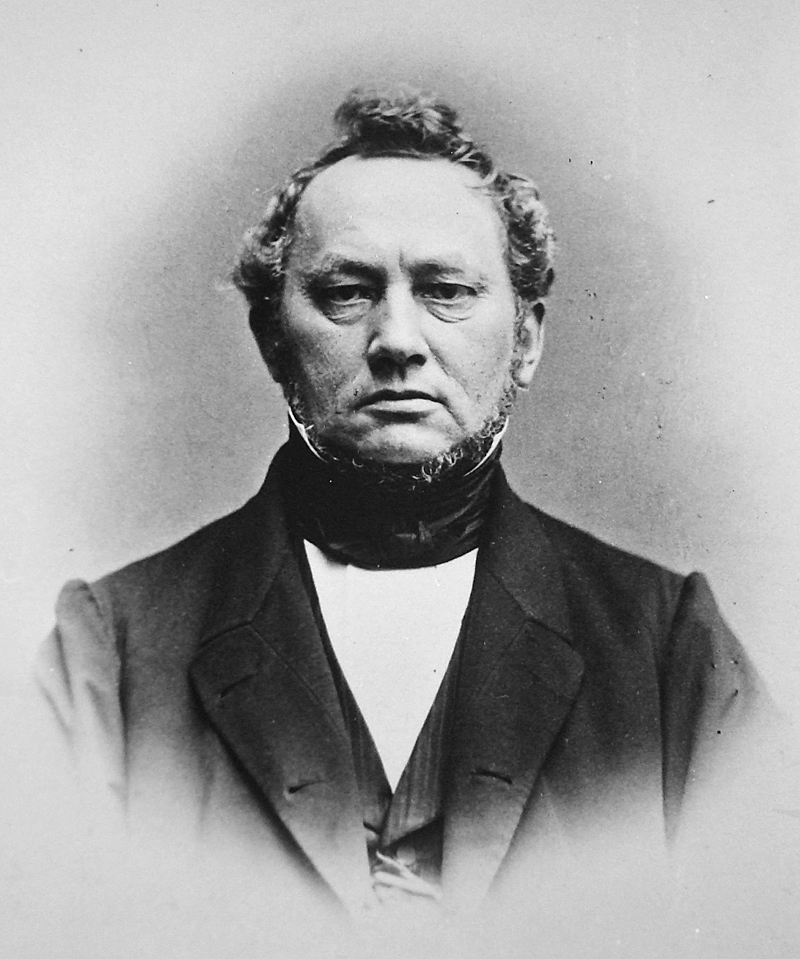
Theodor Rumpel, erster Direktor des ESG von 1851 bis 1868

Das Evangelisch Stiftische Gymnasium (kurz ESG) ist eines der beiden Gymnasien in der Kreisstadt Gütersloh mit 1157 Schülern im Schuljahr 2022/23.

## Geschichte
Gegründet wurde das Gymnasium und das Alumnat 1851 als Privatschule aus einer Initiative pietistisch eingestellter Protestanten. 1852/53 wurde ein Schulgebäude in Fachwerkbauweise errichtet. 1854 erklärte der preußische König Friedrich Wilhelm IV. das ESG zu einem öffentlichen Gymnasium mit den besonderen Rechten eines Kuratoriums. Dieses bis zum heutigen Tage gültige Privileg ermöglicht dem Kuratorium, Einfluss sowohl auf die inhaltliche Ausgestaltung der Schule als auch auf deren Personalauswahl zu nehmen.
1871 rief Johannes Kuhlo, der Gründer der evangelischen Posaunenchorbewegung in Deutschland, am ESG den Gymnasial-Posaunenchor Gütersloh – heute einer der ältesten Schulposaunenchöre Deutschlands – ins Leben. 1878 gründete sich am ESG der erste Fußballverein im heutigen Nordrhein-Westfalen, der Gymnasial-Spielverein Gütersloh. Die protestantischen Wurzeln der Anstalt sind bis heute im Schulsiegel zu erkennen, welches ein Kreuz mit dem lateinischen Spruch In hoc signo vinces zeigt, sowie an der Inschrift Soli Deo Gloria über dem Haupteingang.
Anlässlich des 75. Jubiläums der Schule verfasste der Schuldirektor Friedrich Fliedner (1883–1953) 1926 eine Festschrift über die Geschichte der Schule und eine Liste der Kuratoren, Lehrer und Abiturienten.
Am 17. August 1926 wurde hinter dem zu klein gewordenen Altbau der Grundstein für einen Neubau nach Entwürfen von Gustav Kassbaum gelegt; während der Bauarbeiten wurde der Altbau weitergenutzt. Nach dem Umzug des Schulbetriebs in den am 31. Juli 1928 eingeweihten Neubau wurde die alte Schule abgerissen, wodurch zwischen Neubau und Straße ein Vorplatz entstand. Die Gesamtkosten für den Neubau samt Inneneinrichtung lagen bei 778.000 RM. Das Hauptgebäude wurde 1984 unter Denkmalschutz gestellt und mit der Denkmalnummer A 042 in die Liste der Baudenkmäler in Gütersloh eingetragen.
Die jüngere Geschichte ist insbesondere durch verschiedene Kooperationen mit der im Jahre 1977 von Reinhard Mohn gegründeten Bertelsmann Stiftung geprägt (1980–1999). Ihr verdankt die Schule u. a. eine eigene Mediothek (seit 1984) und die schrittweise Einführung von Laptops als reguläres Arbeitsmittel eines jeden Schülers (Beginn: 1997/98).

## Heute
Die Schule wurde wegen steigender Schülerzahlen mehrmals baulich erweitert. Einige Jahrgängen wiesen sechs Klassen auf. Insgesamt besuchen derzeit ca. 1200 Schüler die Schule, an der aktuell 84 Lehrer unterrichten. Die Schule wird von Martin Fugmann geleitet. Seit dem Schuljahr 2011/12 ist das ESG ab dem 7. Jahrgang mit je zwei Klassen bilingual (Englisch). Zunächst wird das Fach Geschichte, in Klasse 8 und 9 Biologie und Erdkunde in der Fremdsprache unterrichtet. Seit November 2013 ist das ESG „IB World School“ und bietet den Abschluss des International Baccalaureate (IB) an.
Neben dem regulären Fachunterricht bietet die Schule eine Reihe außerunterrichtlicher Aktivitäten an. Die vormals rein religiöse Erziehung wurde um Musik, Literatur und Kunst sowie Sport ergänzt. Hierbei sind insbesondere der traditionsreiche Gymnasial-Posaunenchor Gütersloh und die Kantorei zu erwähnen.
Seit 1999 bietet die Schule ihren Schülern die Möglichkeit, mit einem persönlichen Laptop zu lernen. Wurden zuerst nur einzelne „Laptop-Klassen“ gebildet, besteht seit 2004 für jeden Schüler der Stufe 7 die Möglichkeit, an dem Projekt teilzunehmen. Die Geräte werden dabei für jede Stufe einheitlich über die Schule geleast und gehen nach der Stufe 10 in das Eigentum der Schüler über. In den Jahrgängen 2011 und 2012 entschieden sich die jeweiligen Elternvertreter für Geräte der Toshiba Portégé R700-Serie.

## Schulleiter
Von 2010 bis 2016 wurde das Gymnasium vom Schulleiter Friedhelm Rachner geführt, ab Beginn des Schuljahres 2016/17 steht Oberstudiendirektor Martin Fugmann dem Gymnasium vor.

## Bekannte Personen
Auswahl, nach Geburtsjahren sortiert

### Kuratoren
- Carl Bertelsmann (1791–1850), Buchhändler in Gütersloh
- Johann Heinrich Volkening (1796–1877), Pastor in Jöllenbeck
- Immanuel Friedrich Sander (1797–1859), Pastor in Elberfeld
- Clamor Huchzermeyer (1809–1899), Vorsitzender des Kuratoriums 1851–1898, Pastor in Schildesche
- Jérôme von Schlotheim (1809–1882), Oberregierungsrat in Minden, später Regierungs-Vizepräsident in Potsdam
- Theodor Rumpel (1815–1885), Direktor der Schule 1851–1868
- Wilhelm Klingender (1817–1876), Direktor der Schule 1868–1876
- Karl Kuhlo (1818–1909), Pastor in Berlin
- Louis von Schell (1818–1890), Bürgermeister von Gütersloh 1862–1874
- Wilhelm von der Reck (1819–1910), Erbmarschall auf Obernfelde
- August Dietrich Rische (1819–1906), Kirchenrat in Ludwigslust in Mecklenburg
- Heinrich Bertelsmann (1827–1887), Verlagsbuchhändler in Gütersloh
- Wilhelm Niemöller (1831–1915), Ehrenbürger von Gütersloh
- Theodor Schmalenbach (1831–1901), Superintendent in Mennighüffen
- Karl von Westhoven (1832–1920), Konsistorialpräsident in Münster
- Theodor Braun (1833–1911), lutherischer Theologe, Generalsuperintendent der Neumark und Niederlausitz in der Kirchenprovinz Brandenburg; Lehrer und Schulpfarrer 1859–1884
- Julius Rothfuchs (1838–??), Direktor der Schule 1877–1887
- Julius Möller (1840–1928), Vorsitzender des Kuratoriums 1912–1921, Pastor der Schule in Gütersloh
- Ernst Lünzner (1842–1907), Direktor der Schule 1887–1907
- Johannes Mohn (1856–1930), Verlagsbuchhändler in Gütersloh
- Wilhelm von Ledebur (1859–1930), Abitur 1879, Landrat im Kreis Lübbecke
- Wilhelm Zoellner (1860–1937), Abitur 1879, Generalsuperintendent in Münster
- Gottfried Bartels (1866–1945), Abitur 1886, Vorsitzender des Kuratoriums 1921–1936, Konsistorialpräsident in Münster
- Reinhold Nebert (1866–1921), Direktor der Schule 1911–1921
- Gustav Tummes (1870–1941), Bürgermeister von Gütersloh 1908–1935
- Dodo zu Inn- und Knyphausen (1877–1967), Landrat im Kreis Rastenburg
- Friedrich Fliedner (1883–1953), Direktor der Schule 1922–1945
- Friedel Kreft († 1999), Richter am Bundesgerichtshof; Schüler 1918–1927, später über 50 Jahre lang Kurator
- Sigbert Mohn (1918–2002), Vorsitzender des Kuratoriums 1969–1993

### Direktoren und Lehrer

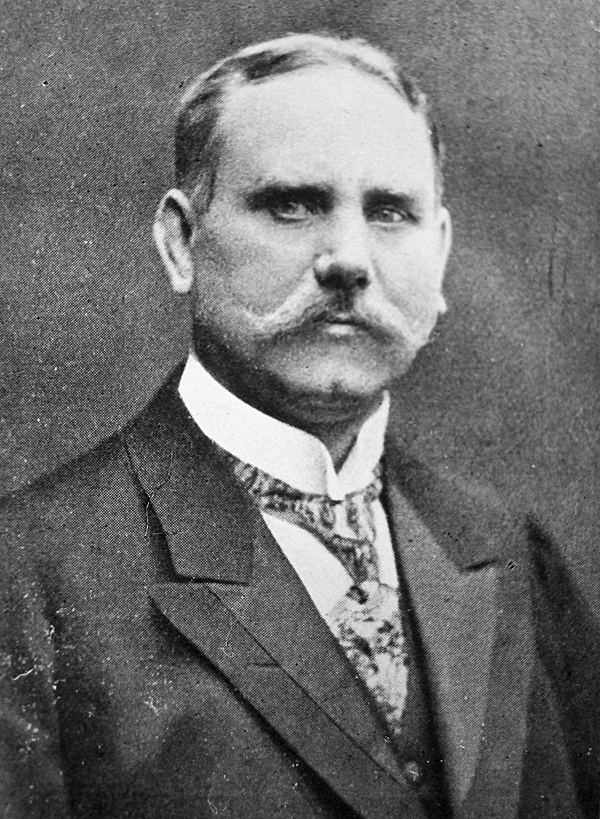
Reinhold Nebert, Direktor von 1911 bis 1921

- Theodor Rumpel (1815–1885), Direktor der Schule 1851–1868
- Wilhelm Klingender (1817–1876), Direktor der Schule 1868–1876
- Theodor Braun (1833–1911), Lehrer und Schulpfarrer 1859–1884
- Julius Rothfuchs (1839–1914), Direktor der Schule 1877–1887
- Julius Möller (1840–1928), Pastor der Schule
- Ernst Lünzner (1842–1907), Direktor der Schule 1887–1907
- Hermann Eickhoff (1853–1934), Lehrer 1880–1883
- Theodor Müller-Fürer (1853–1913), Geschichtslehrer 1878–1885
- Otto Maaß (1866–1943), Lehrer 1907–1921
- Reinhold Nebert (1866–1921), Direktor der Schule 1911–1921
- Bernhard Bavink (1879–1947), Lehrer 1904–1912
- Friedrich Fliedner (1883–1953), Direktor der Schule 1922–1945
- Wilhelm Florin (1894–1944), Pastor der Schule 1929–1937
- Heinz Beck (1900–1981), Lehrer 1926–1948, Maler
- Hans Hilbk (1925–2013), Direktor 1972–1987, Pädagoge und Heimatforscher
- Carl Theodor Hütterott (1926–2023), Musiklehrer und Stimmerzieher ab 1960, Komponist
- Ulrich Engelen (* 1944), Schulleiter 1987–2010

### Schüler
- Hermann Cremer (1834–1903), Abitur 1853, lutherischer Theologe, Professor in Greifswald
- Friedrich König (1835–1914), Abitur 1855, Präses der Westfälischen Provinzialsynode, Superintendent
- Otto Funcke (1836–1910), Abitur 1857, evangelischer Pfarrer, erfolgreicher christlichen Volkserzähler
- Carl von Oertzen (1836–1890), mecklenburgischer Gutsbesitzer, Kammerherr und Drost
- Julius zur Nieden (1837–1910), Abitur 1855, Oberbaurat, Direktionsmitglied der Königlichen Eisenbahn-Direktion Berlin
- Eduard Arnold Veerhoff (1838–1908), Abitur 1858, lutherischer Pastor, Schulrektor
- Nikolaus von Baudissin (1838–1917), Abitur 1858, Landrat in Pommern
- Gottlob Engelhard von Nathusius (1838–1899), Abitur 1858, Polizeipräsident in Posen
- August Schreiber (1839–1903), Abitur 1860, Pfarrer, Missionar
- Udo zu Stolberg-Wernigerode (1840–1910), Abitur 1858, Reichstagspräsident
- August Weihe (1840–1896), Abitur 1860, Mediziner, Homöopath
- Theodor Jellinghaus (1841–1913), Abitur 1861, evangelischer Theologe, Missionar, Pfarrer
- Wolrad Wolff (1842–1934), Abitur 1862, lutherischer Geistlicher, Oberhofprediger in Mecklenburg-Schwerin
- Wilhelm Schlüter (1844–1930), Abitur 1863, Arzt, Ehrenbürger von Gütersloh
- Ernst Symons (1845–1922), Abitur 1863, Philologe
- Heinrich von Eicken (1846–1890), Abitur 1868, Historiker, Staatsarchivar
- Jan Karafiát (1846–1929), Abitur 1866, Pfarrer
- Jordan von Kröcher (1846–1918), Abitur 1865, Reichstagsabgeordneter, Präsident des Preußischen Abgeordnetenhauses
- Hermann Jellinghaus (1847–1929), Abitur 1866, Sprachforscher, Volkskundler
- Hermann Osthoff (1847–1909), Abitur 1865, Sprachwissenschaftler
- Gustav von Velsen (1847–1923), Abitur 1866, Oberberghauptmann
- Eduard Goecker (1848–1931), Abitur 1867, Pastor
- Traugott Hahn Sr. (1848–1939), Abitur 1867, lutherischer Pastor und Volksmissionar
- Hermann Eickhoff (1853–1934), Abitur 1871, lutherischer Theologe, Pädagoge, Lokalhistoriker
- Albert Klingender (1853–1924), Abitur 1871, Pastor, Superintendent
- Theodor Müller-Fürer (1853–1913), Abitur 1873, Lehrer, Journalist
- Johannes Kuhlo (1856–1941), Abitur 1875, lutherischer Theologe, Gründer des ESG-Posaunenchors
- Johannes Mohn (1856–1930), Abitur 1874, Verleger
- Ernst von der Recke (1858–1939), Abitur 1878, Landrat des Kreises Eckernförde
- Wilhelm von Ledebur (1859–1930), Abitur 1879, Landrat des Kreises Lübbecke
- Wilhelm Philipps (1859–1933), Abitur 1879, Theologe, Vorsteher der Stadtmission in Berlin
- Peter Conze (1860–1939), Abitur 1880, Jurist, Unterstaatssekretär
- Reinhold Schmaltz (1860–1945), Abitur 1878, Tierarzt, Hochschullehrer
- Wilhelm Zoellner (1860–1937), Abitur 1879, lutherischer Theologe, Vorsitzender des Reichskirchenausschusses (RKA) der Deutschen Evangelischen Kirche
- Walter Rauschenbusch (1861–1918), Abitur 1883, Theologe, führender Vertreter des Social Gospel
- Hans Schöttler (1861–1945), Abitur 1879, Theologe, Generalsuperintendent
- Otto Dieffenbach (1862–1919), Abitur 1881, Elektrochemiker
- Theodor Rumpel (1862–1923), Abitur 1881, Internist
- Friedrich August von Hanau (1864–1940), Abitur 1886, bayerischer Kammerherr, Major
- Wilhelm Lentrodt (1864–1914), Abitur 1886, Schriftsteller
- Walther Stein (1864–1920), Abitur 1884, Diplomatiker, Historiker
- Karl Steiniger (1864–1947), Abitur 1884, Jurist, Politiker (DNVP)
- Johannes Kessler (1865–1944), Abitur 1884, evangelischer Pfarrer, Autor mehrerer patriotischer Werke
- Arnold von Laer (1865–1924), Abitur 1885, Landrat des Kreises Springe
- Friedrich Graf von der Schulenburg (1865–1939), Abitur 1886, Politiker (DNVP/NSDAP), SS-Obergruppenführer

Abiturklasse Ostern 1887, u. a. Alexander Cartellieri (mittlere Reihe, 3. von links)

- Gottfried Bartels (1866–1945), Abitur 1886, Konsistorialpräsident in Westfalen
- Alfred Christlieb (1866–1934), Abitur 1887, evangelischer Theologe
- Paul Siller (1866–1950), Abitur 1884, Reichskommissar
- Alexander Cartellieri (1867–1955), Abitur 1887, Historiker, Professor für Geschichte in Jena
- Friedrich Langewiesche (1867–1958), Abitur 1886, Lehrer, Turner, Sammler, Heimat- und Naturforscher
- Gustav von Quadt-Wyckrath-Hüchtenbruck (1867–1929), Abitur 1886, Landrat
- Daniel Thilo (1867–1929), Abitur 1887, Ministerialrat im Reichspostministerium
- Wilhelm von Bodelschwingh (1869–1921), Abitur 1889, evangelischer Pfarrer
- Otto von Velsen (1869–1945), Abitur 1889, Bergbeamter, Generaldirektor der Hibernia & Shamrock in Herne
- Gustav von Bodelschwingh (1872–1944), Abitur 1892, evangelischer Pfarrer, Missionar
- Gottlieb Olpp (1872–1950), Abitur 1891, Tropenmediziner
- Rudolf von Pommer-Esche (1872–1952), Abitur 1893, Landrat
- Willy Ruhenstroth (1872–1957), Schüler bis 1888, Unternehmer
- Walther Hartmann (1873–1964), Abitur 1893, Oberbürgermeister von Remscheid
- Karl von Schwartz (1873–1943), Abitur 1892, lutherischer Pfarrer, Domprediger in Braunschweig
- Julius Löytved-Hardegg (1874–1917), Abitur 1894, Diplomat
- Wilhelm Wolff (1876–1914), Abitur 1894, Landrat im Kreis Schubin
- Dodo zu Innhausen und Knyphausen (1877–1967), Abitur 1896, Rittergutsbesitzer, Landrat des Kreises Rastenburg
- Detlev von Hadeln (1878–1935), Abitur 1899, Kunsthistoriker
- Rudolf Keller (1878–1960), Abitur 1897, Kulturdezernent der Stadt Frankfurt am Main
- Karl Lohmann (1878–1945), Abitur 1896, Generalsuperintendent der altpreußischen Kirchenprovinz Sachsen
- Heinrich Klose (1879–1968), Abitur 1898, Gründer der Medizinischen Akademie Danzig
- Rabod von Kröcher (1880–1945), Abitur 1900, Springreiter, Olympiateilnehmer
- Wilhelm Vogt (1881–1962), Abitur 1901, Bibliothekar, Kunst- und Literaturhistoriker
- Heinrich Jacob Feuerborn (1883–1979), Abitur 1902, Zoologe, Limnologe
- Ludwig Müller (1883–1945), Abitur 1902, Theologe, 1933–1945 Reichsbischof und führender Vertreter der „Deutschen Christen“
- Fritz Steinhaus (1883–1937), Abitur, Schriftsteller
- Richard Nacken (1884–1971), Abitur 1903, Mineraloge, Kristallograph, Petrograph, Physikochemiker
- Heinrich Mohn (1885–1955), Schüler 1895–1902, Verleger
- Paul Westerfrölke (1886–1975), Schüler, Maler und Grafiker
- Gerhard Ritter (1888–1967), Abitur 1906, Historiker
- Kurt Freiherr von Schröder (1889–1966), Abitur 1908, Bankier, SS-Brigadeführer
- Heinrich Wisselmann (1889–1967), Abitur 1908, Unternehmer, Wehrwirtschaftsführer
- Theodor Asholt (1890–1969), Abitur 1908, Politiker (SPD)
- Wilhelm Philipps (1891–1982), Abitur 1910, evangelischer Theologe, Vorsteher des Evangelischen Johannesstifts
- Hermann Reich (1891–1976), Abitur 1910, Geophysiker, Geologe
- Wilhelm Geck (1892–1989), Schüler, Pfarrer, Superintendent des Kirchenkreises Recklinghausen (1949–1961)
- Gustav Kleßmann (1893–1974), Abitur 1913, Chirurg, Chefarzt des Kreiskrankenhauses Lemgo
- Martin Sogemeier (1893–1962), Abitur 1912, Wirtschaftsfunktionär
- Burghardt Vossen (1895–1981), Abitur 1913, Textilfabrikant, Gründer der Vossen GmbH & Co
- Paul Schürmann (1895–1941), Abitur 1914, Militärpathologe, Kommandeur an der Militärärztlichen Akademie, gefallen
- Hans Hecker (1895–1979), Abitur 1914, Generalmajor
- Carl Miele jun. (1897–1986), Schüler, Unternehmer
- Ernst Kleßmann (1899–1986), Abitur 1918, evangelischer Pfarrer
- Emil Steffann (1899–1968), Abitur 1919, Architekt
- Karl von der Groeben (1902–1989), Abitur 1921, Landrat, Ministerialrat
- Friedrich von Bodelschwingh (1902–1977), Abitur 1922, evangelischer Theologe
- Erich Müller (1902–??), Abitur 1922, Landrat im Kreis Rees, SS-Standartenführer, Leiter eines Einsatzkommandos, untergetaucht
- Ludwig Kattenstroth (1906–1971), Abitur 1925, Staatssekretär im Bund
- Martin Tegtmeyer (1906–1983), Abitur 1926, Professor für Kleintierzucht
- Friedel Kreft († 1999), Schüler 1918–1927, Richter am Bundesgerichtshof, später über 50 Jahre lang Kurator
- Wilhelm Hahn (1909–1996), Schüler 1920–1929, lutherischer Theologe, Politiker (CDU)
- Wilhelm Viertmann (1909–1942), Abitur 1929, Theologe
- Sigbert Mohn (1918–2002), Schüler 1929–1937, Verleger, Kuratoriumsvorsitzender 1969–1993
- Reinhard Mohn (1921–2009), Schüler 1931–1939, Unternehmer, Ehrenbürger von Gütersloh
- Helmut Claas (1926–2021), Abitur 1946, Fabrikant
- Peter Zinkann (* 1928), Schüler 1946–1949, Unternehmer, Ehrenbürger von Gütersloh
- Rudolf Miele (1929–2004), Schüler 1940–1948, Unternehmer, Ehrenbürger von Gütersloh
- Gerd Wixforth (1934–2014), Abitur 1954, Stadtdirektor, Ehrenbürger von Gütersloh
- Holger Bertrand Flöttmann (* 1946), Schüler, Neurologe, Psychiater und Psychotherapeut
- Friedrich Wilhelm Graf (* 1948), Abitur, protestantischer Theologe, Professor für Systematische Theologie und Ethik
- Heinz Landwehr (* 1955), Abitur 1975, Chefredakteur Finanztest
- Peter Kreutz (* 1960), Abitur 1980, Pianist
- Thomas Manss (* 1960), Schüler, Grafikdesigner
- Silke-Thora Matthies (* 1960), Schülerin 1969–1978, Pianistin, Hochschulrektorin
- Michael Bonefeld (* 1964), Abitur 1983, Rechtswissenschaftler, Lehrbeauftragter an der Bergischen Universität Wuppertal und Fachbuchautor
- Konstantin Graudus (* 1965), Abitur, Schauspieler
- Stephan Rürup (* 1965), Abitur 1985, Cartoonist und Musiker
- Oliver Welke (* 1966), Abitur 1985, Moderator und Comedian
- Christoph Jacke (* 1968), Abitur 1988, Poptheoretiker
- Markus Miele (* 1968), Abitur, Unternehmer
- Christian Ditter (* 1977), Abitur 1996, Regisseur
- Vivien Sczesny (* 2000), Abitur, Schauspielerin